# Uldin

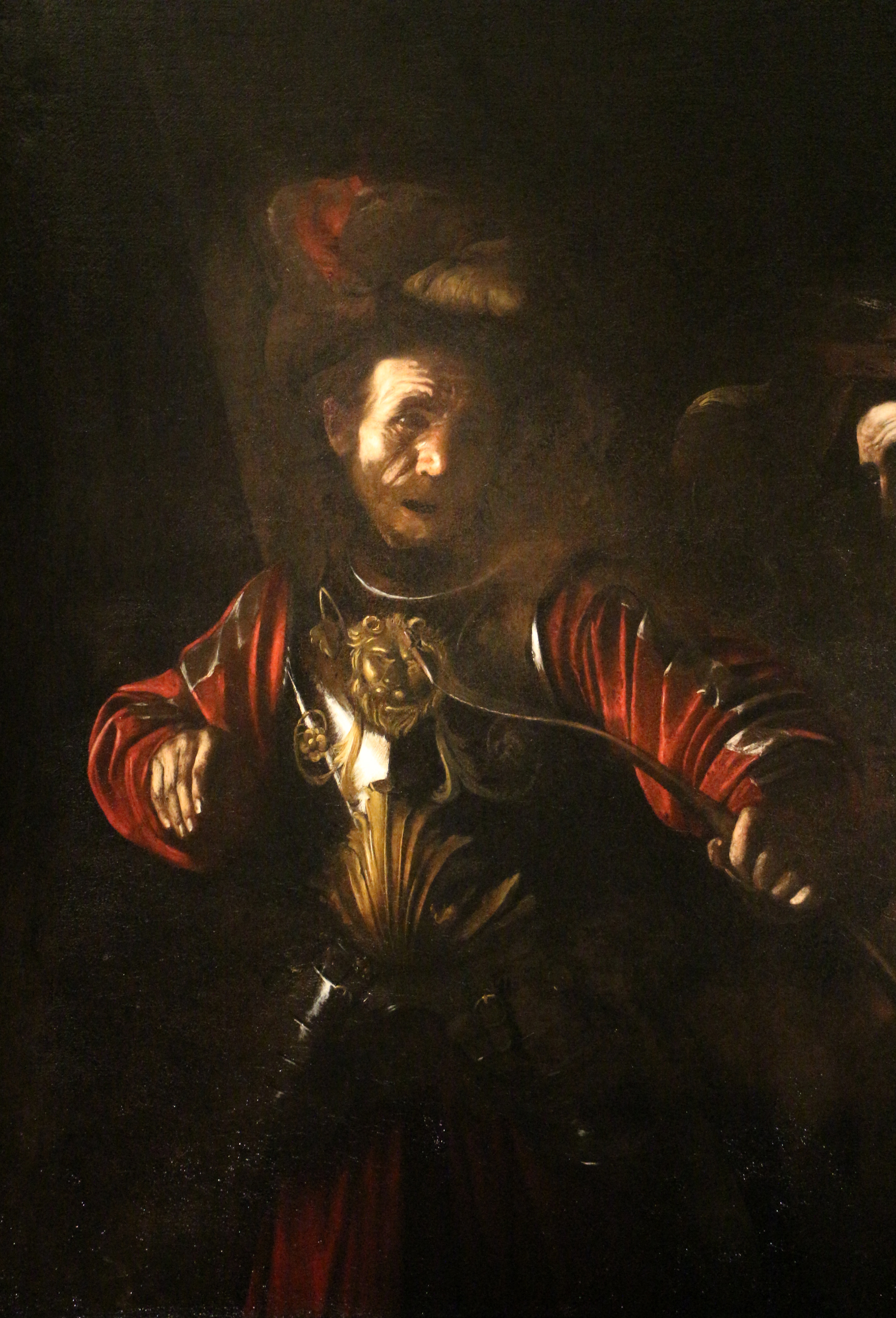
Detall del rei hun a El martiri de santa Úrsula de Caravaggio, 1610

Uldin   (segle IV - 412 (Gregorià)) també escrit Huldin, és el primer governant hun la historicitat del qual és indiscutible.

## Etimologia
El nom està registrat com a Ουλδης (Ouldes) per Sozomen, Uldin per Orosius i Huldin per Marcellinus Comes. Basant-se en les variants llatines, Omeljan Pritsak i Otto J. Maenchen-Helfen argumenten que el nom acabava en -n, no en el sufix grec -s. Hyun Jin Kim, però, argumenta que -in és un sufix grec afegit al nom.
Maenchen-Helfen considera que el nom és d'origen turc. Ho compara amb els noms Ult inzur i Uldach i argumenta que és l'element *uld o *ult més un sufix diminutiu *-ïn. No dóna una etimologia de l'element *uld/*ult.
Pritsak deriva l'arrel de l'ètim del verb öl-, que va sobreviure en el mongol olje, ol-jei (auspici, felicitat, bona sort). Argumenta que el sufix central jei era originalment *di + ge, per tant *öl-jige > öl-dige. En lloc de la *ge* mongola, l'húnic tindria aleshores el sufix *n*. Així, reconstrueix la forma *öl-di-n (auspiciós, feliç, afortunat, afortunat).
Hyun Jin Kim deriva el nom de la paraula turca comuna per a sis, *alti, comparant-la amb la forma txuvaixa ultta. Argumenta que el nom era en realitat un títol i que podria indicar que Uldin era un dels sis principals nobles dels huns en lloc d'un rei.

## Biografia
L'any 400, Uldin governava a Muntènia, l'actual Romania, a l'est del riu Olt. L'extensió del seu regne cap al nord i l'est és desconeguda, però cap a l'oest probablement arribava a les ribes del Danubi, on els huns havien acampat des del 378-380. Quan Gaines, antic magister militum praesentalis, amb els seus seguidors gots va fugir a través de les fronteres cap a "la seva terra natal", Uldin "no va pensar que fos segur permetre que un bàrbar amb un exèrcit propi s'establés a l'altra banda del Danubi" i el va atacar. Uldin va sortir victoriós, va matar Gaines i va enviar el seu cap a l'emperador Arcadi a Constantinoble. A finals de la tardor del 404 i el 405, segons Sozomen, els huns van travessar el riu Ister i van devastar la Tràcia.
Això implica que els huns d'Uldin van atacar el territori romà oriental abans del 405. Segons Olimpiodor, els gots d'Alaric van protegir Il·líria per l'oest durant les incursions d'Uldin a les províncies romanes orientals properes. Més tard, Uldin, es va convertir en aliat d'Estilicó després que aquest li pagués un tribut.
El 406, Uldin i Sarus van ser cridats pel magister militum romà Estilicó per ajudar a derrotar la invasió d'Itàlia pels gots liderats pel rei Radagais. Orosi comptava amb 200.000 gots. A la batalla de Fèsula (406), els auxiliars huns van encerclar una part important dels gots, Radagais va intentar escapar, però va ser capturat i executat l'abril del 406 dC. Es considera que els gots de Radagais van fugir de les terres dels huns, que van ser expulsats cap a l'oest per altres tribus nòmades de l'est.
L'estiu del 408, els huns van saber que Estilicó no enviaria els visigots d'Alaric I a Il·líria, i que les tropes romanes a l'est es traslladarien a la frontera persa; així que van aprofitar per entrar als Balcans i a Tràcia. Els huns van capturar Castra Martis a la Dacia Ripensis.
Otto J. Maenchen-Helfen pensava que la descripció de Jeroni de les múltiples tribus sense nom que van envair l'Imperi Romà com a feras gentes, "la cara i el llenguatge de les quals són terrorífics, que mostren cares femenines i profundament tallades, i que perforen l'esquena dels homes amb barba mentre fugen", es referia als huns.
Sozomen relata que Uldin va respondre a un comandant romà que proposava una pau "assenyalant el sol naixent i declarant que li seria fàcil, si així ho desitjava, subjugar totes les regions de la terra il·luminades per aquella lluminària". Mentre que Uldin buscava un gran tribut a canvi de no fer la guerra, els seus oikeioi i lochagos reflectien una forma de govern romana, amb impulsos filantròpics i disposició a recompensar els millors homes.
Un nombre prou gran d'huns es va unir als campaments romans, i Uldin, patint baixes importants i la pèrdua de tota la tribu anomenada Estirs (principalment soldats d'infanteria), es va veure obligat a tornar a creuar el Danubi el 23 de març de 409. A l'estiu o la tardor de 409, les forces militars de Dalmàcia, Pannònia Prima, Nòric i Rècia van ser confiades per Honori al pagà Generidus per rebutjar les incursions dels huns.
El poder reial d'Uldin es va anar debilitant gradualment durant els seus darrers anys. Entre el 408 i el 410, els huns van estar en gran part inactius. Com a aliats de l'Imperi Romà d'Occident, no van atacar els visigots d'Alaric I a la Pannònia Secunda i la Pannònia Savia perquè aquests van lluitar sota el comandament d'Uldin a Il·líria i Tràcia. Algunes guarnicions hunes es trobaven a l'exèrcit romà liderat per Estilicó i a Ravenna. L'estiu de 409, Honori va demanar ajuda a un exèrcit hun de 10.000 homes, però no va impedir que Alaric I saquegés Roma. Zòsim registra que a finals del 409 alguns grups d'huns es van unir als visigots de Pannònia Prima que van cavalcar cap a Itàlia.
Cap al 410, el futur general romà Aeci, que aleshores era un jove, va ser enviat a la cort d'Uldin, on va romandre amb els huns durant gran part del regnat de Carató, el successor d'Uldin. La seva presència com a ostatge probablement es va utilitzar com a garantia per a les forces hunes que havien estat enviades contra Alaric el 410. Segons alguns historiadors antics, l'educació d'Aeci entre pobles militaristes li va donar un vigor marcial no habitual en els generals romans de l'època.
En el mateix període, l'aliança entre els huns i els alans es va trencar. El 394, només els alans transdanubians liderats per Saül (no hebreu, sinó iranià Σαυλιος) es van unir a l'emperador Teodosi I, el 398 van servir a Estilicó i dirigits per Saül el 402. Els alans no s'esmenten com a aliats dels huns després del 406, i la majoria d'ells juntament amb els vàndals van creuar el Rin a finals del 406 i van anar a la Gàl·lia, Hispània i Àfrica. Això ho podria explicar Orosi, que relata l'any 402: "No dic res dels molts conflictes interns entre els mateixos bàrbars, quan dos cunei dels gots, i després els alans i els huns, es van destruir mútuament en una matança". Els nobles huns tenen noms turques o germanitzats, i molt pocs noms alànics. Alguns alans probablement van romandre, però van tenir un paper menor entre els huns.